# Drømmen om det hvide slot
Drømmen om det hvide slot er en dansk film fra 1962.
- Manuskript og instruktion Anker Sørensen.

Blandt de medvirkende kan nævnes:
- Malene Schwartz
- Emil Hass Christensen
- Ebbe Langberg
- Judy Gringer
- Henning Palner
- Olaf Ussing
- Birgitte Federspiel
- Else Marie Hansen
- Ove Sprogøe
- Lili Heglund
- Ebba Amfeldt
- Knud Hallest
- Karl Stegger
- Inge Ketti
- Henry Skjær